# ブッビオ
ブッビオ（伊: Bubbio）は、イタリア共和国ピエモンテ州アスティ県にある、人口約800人の基礎自治体（コムーネ）。

## 地理

### 位置・広がり

#### 隣接コムーネ
隣接するコムーネは以下の通り。
- カネッリ
- カッシナスコ
- チェッソレ
- ロアッツォーロ
- モナステーロ・ボルミダ
- ロッカヴェラーノ